# Zina Kocher
Pour les articles homonymes, voir Kocher.
Zina Kocher, née le 5 décembre 1982 à Red Deer, est une biathlète canadienne. Elle a participé trois fois aux Jeux olympiques et est monté sur un podium en Coupe du monde.

## Biographie
Elle commence le biathlon en 1998.
Elle débute en Coupe du monde en 2002 et marque ses premiers points lors de la saison 2003-2004 avec notamment une dixième place obtenue à Brezno-Osrblie.
Elle signe son premier et unique podium en 2006 en terminant troisième de l'individuel d'Östersund.
La saison 2011-2012 voit Zina Kocher obtenir son meilleur classement général final en Coupe du monde (18e).
Elle est trois fois olympienne, participant aux Jeux olympiques d'hiver de 2006, Jeux olympiques d'hiver de 2010 et Jeux olympiques d'hiver de 2014.
Aux Championnats du monde, son meilleur résultat individuel est seulement 18e, sur la poursuite en 2007 et sur le sprint en 2012.
Elle prend sa retraite sportive en 2016.

## Palmarès

### Jeux olympiques
| Épreuve / Édition              | Individuel | Sprint | Poursuite | Départ en masse | Relais | Relais mixte                     |
| Jeux olympiques 2006 Turin     | 27e        | 62e    | —         | —               | 17e    | Épreuve inexistante à cette date |
| Jeux olympiques 2010 Vancouver | 71e        | 64e    | —         | —               | 14e    | Épreuve inexistante à cette date |
| Jeux olympiques 2014 Sotchi    | 61e        | 31e    | 24e       | —               | 7e     | —                                |

- — : N'a pas participé à l'épreuve.
- : épreuve inexistante lors de cette édition.

### Championnats du monde
| Mondiaux \ Épreuve                 | Individuel   | Sprint       | Poursuite    | Départ en masse | Relais       | Relais mixte                     |
| 2003 Khanty-Mansiïsk               | 54e          | 66e          | -            | -               | -            | Épreuve inexistante à cette date |
| 2004 Oberhof                       | 45e          | 55e          | 40e          | -               | -            | Épreuve inexistante à cette date |
| 2005 Hochfilzen (&Khanty-Mansiïsk) | 32e          | 52e          | 47e          | -               | 15e          | 14e                              |
| 2006 Pokljuka                      | JO Turin     | JO Turin     | JO Turin     | JO Turin        | JO Turin     | 21e                              |
| 2007 Antholz-Anterselva            | 29e          | 33e          | 18e          | -               | 14e          | 14e                              |
| 2008 Östersund                     | 69e          | 38e          | 51e          | -               | 19e          | -                                |
| 2009 Pyeongchang                   | 35e          | 30e          | 24e          | -               | 9e           | 16e                              |
| 2010 Khanty-Mansiïsk               | JO Vancouver | JO Vancouver | JO Vancouver | JO Vancouver    | JO Vancouver | 11e                              |
| 2011 Khanty-Mansiïsk               | 42e          | 60e          | -            | -               | -            | -                                |
| 2012 Ruhpolding                    | 26e          | 18e          | 26e          | 23e             | 13e          | 18                               |
| 2013 Nové Město                    | 52e          | 74e          | -            | -               | 12e          | -                                |
| 2016 Holmenkollen                  | 54e          | 82e          | -            | -               | 15e          | -                                |

Légende :

 : épreuve inexistante

- : n'a pas participé à l'épreuve

### Coupe du monde
- Meilleur classement général : 18e en 2012.
- 1 podium individuel : 1 troisième place.

#### Classement annuel en Coupe du monde
| Saison    | Classement général final |
| 2001-2002 | nc                       |
| 2002-2003 | nc                       |
| 2003-2004 | 47e                      |
| 2004-2005 | 51e                      |
| 2005-2006 | 36e                      |
| 2006-2007 | 26e                      |
| 2007-2008 | nc                       |
| 2008-2009 | 41e                      |
| 2009-2010 | 31e                      |
| 2010-2011 | 77e                      |
| 2011-2012 | 18e                      |
| 2012-2013 | 48e                      |
| 2013-2014 | 44e                      |
| 2014-2015 | nc                       |
| 2015-2016 | 87e                      |

### IBU Cup
- 1 podium.